# Ріхард Ернст
Рі́хард Ро́берт Ернст (нім. Richard Robert Ernst; 14 серпня 1933, Вінтертур — 4 червня 2021) — швейцарський фізикохімік, лауреат Нобелівської премії з хімії 1991 року «за внесок у розвиток методології спектроскопії ядерного магнітного резонансу високої роздільності».

## Життєпис
Закінчив Вищу технічну школу в Цюриху (1957); в 1962 -му захистив докторську дисертації з фізичної хімії. У 1962—1968 роках — хімік-дослідник у фірмі Varian (Пало-Альто, Каліфорнія). З 1968 року працював у Вищій технічній школі в Цюриху (з 1976 професор); в 1998 -му вийшов на пенсію.
Основні наукові праці присвячені спектроскопії ядерного магнітного резонансу (ЯМР) та її застосуванням у хімії й медицині. Знайшов (1964) спосіб істотного збільшення чутливості методу за рахунок заміни повільного розгорнення по частоті короткими інтенсивними радіочастотними імпульсами з подальшим отриманням спектру ЯМР за допомогою Фур'є-перетворення. Розробив (1975) метод двовимірної ЯМР-спектроскопії.

## Досягнення
Лауреат Нобелівської премії з хімії (1991), премії Вольфа (хімія, 1991) і ряду інших наукових премій. Член Німецької академії природодослідників (Леопольдина), Національної академії наук США (1991), іноземний член РАН (1999).
Підписав «Попередження вчених людству» (1992).